# 阿爾辛 (土耳其)
阿爾辛是土耳其的城鎮，由特拉布宗省負責管轄，位於該國西北部，每年平均降雨量約1,000毫米，主要經濟活動有農業、漁業和畜牧業，2011年人口10,662。

## 外部連結
- Head official of a district - Arsin （页面存档备份，存于）
- Municipality of Arsin （页面存档备份，存于）
- Arsin Web Portal
- Arsin web page